# Emergia
L'emergia è una grandezza fisica definita come l'"energia disponibile di un solo tipo utilizzata, direttamente o indirettamente, per produrre un bene o un servizio". Il bilancio emergetico misura le differenze qualitative tra le diverse forme di energia (radiazione solare, combustibili fossili, ecc.); ciascun tipo di energia ha caratteristiche differenti e supporta in vari modi i sistemi naturali e umani.
La teoria emergetica fu proposta in origine dal fisico David M. Scienceman, con la collaborazione di Howard T. Odum, con lo scopo di distinguerla dalle altre teorie dell'energia congelata; in questa accezione, "emergia" è la contrazione del termine inglese "embodied" ("incorporata, inclusa") ed "energia", benché lo stesso Scienceman utilizzi questo termine anche per indicare il concetto di "memoria di energia" e anche Odum lo usi sia per indicare l'energia sequestrata sia una "proprietà emergente dell'uso di energia". L'unità di misura dell'emergia è detta emjoule, ovvero "emergia-joule". Dal momento che la parola  "emergia" può essere confusa con "energia", spesso alcuni autori ricorrono ad espedienti grafici come "eMergia" o "EMERGIA" per sottolineare la differenza.

## Definizione di emergia
Come parametro di un sistema, l'emergia viene definita come la somma, lungo un periodo di tempo, di tutta l'energia (di un solo tipo) necessaria a produrre un flusso di energia di altro tipo; citando i due fisici Laganisa e Debeljakb:
Altre definizioni di emergia sono le seguenti:
(H.T.Odum, 1996, H.T. & E.C.Odum, 2000)
(S.E.Jorgensen, 2001, p. 61)
S.E. Jorgensen, S.N. Nielsen e H. Mejer scrivono: "Il calcolo del valore di emergia ha lo stesso scopo del calcolo dell'exergia: scovare le energie nascoste necessarie alla costituzione e all'organizzazione dei sistemi viventi". Secondo H.T. Odum, la nozione di "exergia congelata" può essere utilizzata nella valutazione di queste strutture, alcuni studiosi non esitano a equiparare l'exergia congelata all'emergia.
L'emergia misura in uno stesso contesto i valori sia delle risorse energetiche sia dei materiali; sono compresi dunque anche quei "servizi" procurati dall'ambiente naturale che non sono legati all'economia monetaria: tenendo conto di questi servizi, le risorse naturali non vengono valutate in base al loro costo in denaro o alla propensione della società ad acquistarle (parametri spesso ingannevoli). Approcci non-emergetici ai problemi ecologici, sociopolitici o economici molte volte considerano solo le risorse non rinnovabili, in funzione delle tecnologie umane capaci di ricavare energia da esse, e non tengono conto degli spontanei benefici che un sistema riceve dall'ambiente (l'attività di fotosintesi resa possibile dall'energia solare, la diluizione degli agenti inquinanti atmosferici per opera del vento, etc.), benefici indispensabili ai sistemi produttivi così come, per esempio, i combustibili fossili. L'emergia include tutto questo, forse non perfettamente, ma abbastanza per aiutare a conoscere il grande numero di fonti di energia necessarie per supportare qualsiasi attività economica moderna, e aiutare quindi nelle conseguenti decisioni politiche. Per Shu-Li Huang e Chia-Wen Chen:

### Definizione matematica
Comprendere il concetto di emergia significa innanzitutto comprendere quello di exergia, ovvero la reale porzione di energia che può produrre del lavoro meccanico:
{\displaystyle E_{x}=(energia\ libera\ di\ Gibbs)+(energia\ potenziale\ gravitazionale)+(energia\ cinetica)}
L'energia libera di Gibbs è l'energia termodinamica e chimica sfruttabile: forme di energia come le radiazioni o l'energia termica non possono essere convertite completamente in lavoro, e hanno un contenuto di exergia minore del loro contenuto di energia (vedi anche entropia).
Il "potere exergetico" corrisponde al tasso di variazione dell'exergia nel tempo:
{\displaystyle P_{x}={dE_{x} \over dt}}
ed è equivalente al concetto di potenza dell'exergia.
L'emergia è definita come l'integrale del potere exergetico in funzione del tempo:
{\displaystyle E_{m}=\int _{t=-\infty }^{t_{0}}P_{x}dt}
ovvero come la variazione totale di exergia da {\displaystyle t_{0}} (questa è solo un'approssimazione della formula di Giannantoni, vedi ).
Emergia solare

L'emergia solare viene indicata con il simbolo {\displaystyle U}; è definita come l'energia solare richiesta, sia direttamente che indirettamente, per guidare un processo che produce energia di altro tipo:
{\displaystyle U=\sum _{i}Tr_{i}E_{i}}
Dove {\displaystyle E_{i}} è il contenuto di energia utilizzabile (o energia libera) dell'"i-esimo" flusso di energia assorbito dal processo e {\displaystyle Tr_{i}} è la "solar transformity" (vedi in seguito) riferita sempre al generico flusso "i". La solar transformity dell'irraggiamento diretto da parte del Sole ({\displaystyle Tr_{s}}) è posta uguale a 1.

## Storia
Le basi teoriche e concettuali della metodologia emergetica hanno le loro radici nella termodinamica, nella teoria generale dei sistemi e nell'ecologia dei sistemi. I primi trent'anni di evoluzione della teoria sono raccontati da H.T Odum nel libro Environmental Accounting e nel volume Maximum Power. Agli inizi degli anni '50, Odum introdusse i principi della qualità dell'energia a partire dai suoi studi sugli ecosistemi umani e naturali, nei quali si osservano energie di differenti forme e scale. Le sue indagini sui flussi energetici negli ecosistemi e sulle differenze nel lavoro potenzialmente estraibile da luce, acqua, vento e risorse fossili chiarirono come non si potessero semplicemente "sommare" le varie energie, ma fosse necessario convertirle in un'unità di misura comune che tenesse conto delle loro diverse qualità.
Questo concetto di "energia di un solo tipo" ha un denominatore comune con quella di "costo energetico". La prima menzione di "qualità dell'energia" si trova nel libro di Odum Environment Power and Society:
La prima definizione di quello che poi diventerà l'emergia risale al 1973:
La prima valutazione quantitativa della qualità dell'energia è contenuta in un discorso del 1975, in cui compaiono anche le tabelle dei "Fattori di Qualità dell'Energia", ovvero le kilocalorie di energia solare richieste per generare una kilocaloria di un'energia di grado superiore. Questi fattori, chiamati FFWE ("Fossil Fuel Work Equivalents") venivano calcolati a partire da un combustibile fossile standard, per il quale 1 kilocaloria equivale a 2000 kilocalorie di energia solare; la qualità dell'energia era ricavata convertendo le varie forme di energia in questo equivalente. I FFWE furono in seguito sostituiti dal CE ("Carbone Equivalente") e, nel 1977, dal SE ("Solare equivalente").
Il concetto di "energia congelata" fu usato per la prima volta agli inizi degli anni '80 per riferirsi alle differenti qualità delle energie in termini dei loro costi di generazione, anche se per lungo tempo gli fu preferito il concetto di "calorie solari congelate", mentre i fattori di qualità divennero i "rapporti di trasformazione". Nel 1986, David Scienceman, studente australiano in visita all'Università della Florida, suggerì i termini "emergia" ed "emjoule" (o "emcalorie"); il "rapporto di trasformazione" fu abbreviato in "transformity" nello stesso anno:
(Scienceman, 1987, p. 275)
Con questi nuovi termini, Scienceman cercò di chiarire due importanti fenomeni: 1) la combinazione di differenti forme di energie; 2) il processo di "congelamento" di queste diverse energie. Egli notò in seguito che il rapporto di efficienza usato nell'ingegneria termodinamica per quantificare la trasformazione dell'energia era simile al rapporto che H. T. Odum definì rapporto della qualità dell'energia; i due collaborarono frequentemente ad un progetto di semplificazione e unificazione del linguaggio scientifico mediante l'introduzione di nuovi concetti. Come osservò H.T.Odum:
In seguito, la metodologia emergetica ha continuato a svilupparsi fino ai giorni nostri, espandendosi in nuovi campi di ricerca teorica e pratica, con nuove sfide da affrontare. Contemporaneamente, si sono fornite definizioni più rigorose delle grandezze emergetiche e si sono affinati i metodi di calcolo delle transformities. Oggigiorno esistono una Society for the Advancement of Emergy Research  e un'International Conference  biennale che si tiene nel campus dell'Università della Florida.
La seguente tabella riporta la cronologia dell'evoluzione del metodo emergetico, con le relative nomenclature ed unità di misura.
| Anni          | Stato della teoria | Valore dell'emergia | Unità di misura                                                   | Note          |
| ------------- | --- | --- | ----------------------------------------------------------------- | ------------- |
| 1967–1971     | La base di calcolo è la materia organica; tutte le energie di qualità superiore (legno, torba, carbone, petrolio, ecc.) sono espresse in unità di materia organica (OM).                                             | Luce solare equivalente alla materia organica = 1000 kilocalorie solari per kilocaloria di materia organica.                    | g dry wt OM; kcal; conversione da OM a kcal = 5kcal/g dry wt.     | [ 10 ] [ 11 ] |
| 1973–1980     | La base sono i combustibili fossili ed in seguito il carbone; le altre forme di energia sono dunque espresse in unità equivalenti di combustibile fossile o di carbone.                                              | Luce solare equivalente ai combustibili fossili = 2000 kilocalorie solari per kilocaloria di combustibile.                      | FFWE e CE                                                         | [ 18 ] [ 19 ] |
| 1980–1982     | La base è l'energia solare globale; tutte le altre energie sono espresse in unità di energia solare. | 6800 calorie di energia solare per caloria di energia disponibile estraibile dal carbone.                                       | Calorie solari globali (GSE).                                     | [ 4 ] [ 20 ]  |
| 1983–1986     | Scoperta che l'energia solare, l'energia geotermica e quella mareale sono alla base dei processi globali. Le risorse globali annuali sono dunque la somma di queste tre energie (circa 9.44*10^24 joule solari/anno) | Joule solari congelati per joule di combustibile fossile = 40000 seJ/J                                                          | Equivalente solare congelato (SEJ), più tardi chiamato "emergia". | [ 21 ]        |
| 1987–2000     | Ulteriori affinamenti nel calcolo dell'energia totale dei processi globali; l'energia solare congelata è rinominata emergia.                                                                                         | Emergia solare per joule di energia da carbone: ~ 40000 emjoule solari/Joule (seJ/J); questo rapporto è chiamato "Transformity" | seJ/J = Transformity; seJ/g = emergia specifica                   | [ 1 ]         |
| 2000–presente | L'emergia totale della biosfera è rivalutata a circa 15.83*10^24 seJ/anno, facendo aumentare anche il valore della transformity di un fattore 15.83/9.44 = 1.68                                                      | Emergia solare per joule di energia da carbone: ~ 67000 seJ/J                                                                   | seJ/J = Transformity; seJ/g = emergia specifica                   | [ 22 ]        |

## Nomenclatura
Di seguito vengono elencati i termini più importanti utilizzati nella metodologia emergetica, e le loro rispettive definizioni:
- Emergia: energia disponibile di un solo tipo utilizzata, direttamente o indirettamente, per produrre un bene o un servizio. L'unità di misura dell'emergia è l'emjoule (eJ). Introducendo l'emergia, la luce solare, i combustibili fossili, l'elettricità e i servizi umani possono essere confrontati a partire da una base comune, esprimendo ciascuna di queste grandezze in termini di emjoule solari (seJ) richiesti per produrle (si possono altresì utilizzare altri tipi di energia come base, ad esempio quella del carbone o quella elettrica).
- Valori per unità di emergia (UEV): sono calcolati a partire dall'emergia richiesta per generare un'unità di prodotto attraverso un processo. Vi sono vari tipi di UEV, tra i quali troviamo:
  - Transformity: emergia in ingresso per unità di energia disponibile in uscita. Ad esempio, se occorrono 10000 emjoule solari per produrre un joule di energia dal legname, la transformity del legno è 10000 seJ/J. La transformity solare associata alla radiazione del Sole assorbita dalla Terra è per definizione pari a 1.
  - Emergia specifica: emergia per unità di massa del prodotto. Di solito, l'emergia specifica è espressa in seJ/g. Poiché è richiesta energia per concentrare elementi di materia, l'emergia specifica aumenta con la concentrazione. Elementi o composti normalmente non abbondanti avranno dunque un'elevata emergia specifica se trovati in alte concentrazioni (poiché è stato necessario un lavoro per concentrarli).
  - Emergia per unità di denaro: emergia necessaria alla generazione di un'unità di prodotto economico (il cui valore è espresso nella valuta corrente). Dal momento che il denaro è dato alle persone (per pagare i loro servizi) e non all'ambiente, il contributo ad un processo di pagamento monetario è pari all'emergia che le persone acquistano con i loro soldi. La quantità di risorse comprate dipende dall'emergia che sostiene l'economia e dalla quantità di denaro circolante. Un rapporto emjoule/€ medio può essere calcolato dividendo l'emergia totale utilizzata da uno Stato per il suo Prodotto Interno Lordo. Tale rapporto varia da paese a paese e decresce ogni anno, a causa dell'inflazione; è un indice molto utile per valutare i servizi espressi in unità di valuta, se il tasso di salario medio è appropriato.
  - Emergia per unità di lavoro: emergia che genera un'unità di lavoro umano direttamente implicato in un processo produttivo. Ad esempio, gli operai nel fare il loro lavoro è come se investissero indirettamente l'emergia da loro acquisita in precedenza (cibo, formazione, trasporto, ecc.). Questa intensità di emergia è generalmente misurata in seJ/anno o seJ/ora, o anche in seJ/€. Anche il lavoro indiretto coinvolto in processo è misurato in seJ/€.
- Empotenza: flusso di emergia, ovvero emergia per unità di tempo. In genere è espressa in seJ/s o seJ/anno.

La seguente tabella riassume i termini, le abbreviazioni, le definizioni e le unità di misura utilizzate nell'analisi emergetica.
| Termine                                | Definizione | Abbreviazione                                                                 | Unità di misura |
| -------------------------------------- | --- | ----------------------------------------------------------------------------- | --------------- |
| Proprietà estensive                    | |                                                                               |                 |
| Emergia                                | Energia di un solo tipo (in genere quella solare) richiesta direttamente o indirettamente per generare un altro tipo di energia. | Em                                                                            | seJ             |
| Flusso di emergia                      | Flusso di emergia associato ad un generico flusso di energia coinvolto in un processo.                                           | R=flusso rinnovabile; N=flusso non rinnovabile; F=flusso importato; S=servizi | seJ*tempo−1     |
| Prodotto Emergetico Lordo              | Emergia totale utilizzata annualmente da un'economia nazionale o regionale.                                                      | GEP                                                                           | seJ*anno−1      |
| Proprietà intensive legate ai prodotti | |                                                                               |                 |
| Transformity                           | Emergia per unità di energia prodotta da un processo.                                                                            | Τr                                                                            | seJ*J−1         |
| Emergia specifica                      | Emergia per unità di massa di prodotto.                                                                                          | SpEm                                                                          | seJ*g−1         |
| Intensità di emergia                   | Emergia per unità di PIL di un paese.                                                                                            | EIC                                                                           | seJ*valuta−1    |
| Proprietà intensive spaziali           | |                                                                               |                 |
| Densità di emergia                     | Emergia contenuta in un'unità di volume di un materiale.                                                                         | EmD                                                                           | seJ*m−3         |
| Proprietà intensive temporali          | |                                                                               |                 |
| Empotenza                              | Flusso di emergia per unità di tempo                                                                                             | EmP                                                                           | seJ*s−1         |
| Intensità di empotenza                 | Empotenza per unità di superficie.                                                                                               | EmPI                                                                          | seJ*s−1*m−2     |
| Densità di empotenza                   | Empotenza per unità di volume.                                                                                                   | EmPd                                                                          | seJ*s−1*m−3     |
| Indicatori di performance              | |                                                                               |                 |
| Emergia utilizzata                     | Emergia necessaria per un processo (misura il suo impatto ambientale).                                                           | U= N+R+F+S                                                                    | seJ             |
| Resa emergetica                        | Emergia rilasciata per unità di emergia impiegata in un processo.                                                                | EYR= U/(F+S)                                                                  |                 |
| Carico ambientale                      | Emergia non rinnovabile e importata per unità di risorse rinnovabili.                                                            | ELR= (N+F+S)/R                                                                |                 |
| Indice emergetico di sostenibilità     | Resa emergetica per unità di carico ambientale.                                                                                  | ESI= EYR/ELR                                                                  |                 |
| Rinnovabilità                          | Percentuale dell'emergia utilizzata che è rinnovabile.                                                                           | %REN= R/U                                                                     |                 |
| Rapporto di investimento emergetico    | Investimento emergetico necessario per sfruttare un'unità di risorsa rinnovabile o non.                                          | EIR= (F+S)/(R+N)                                                              |                 |

### Transformity
Come per l'emergia, il concetto di transformity venne introdotto da Scienceman in collaborazione con Howard T. Odum. Scienceman definisce la transformity come:
Nel 1996 Hodum ha ridefinito la transformity come

#### Definizione matematica
Come un qualsiasi rapporto di efficienza (rendimento), la transformity è definita come rapporto tra una grandezza in entrata e una grandezza in uscita. Tuttavia questo rapporto è l'inverso di quello per l'efficienza e include anche i flussi indiretti di energia; la transformity è in definitiva il rapporto tra l'emergia utilizzata e l'energia prodotta:
Formula originale:
{\displaystyle Transformity={\frac {emergia\;entrante}{energia\;uscente}}}

#### Ulteriori sviluppi
È stato in seguito notato che il termine "energia in uscita" si riferisce sia all'energia utile sia a quella non utilizzabile (dette rispettivamente exergia e anergia), mentre la transformity implica una cattura di emergia per ottenere un prodotto utilizzabile; questo rapporto è stato quindi in seguito modificato, diventando "emergia in entrata su exergia in uscita":
Versione modificata: {\displaystyle Transformity={\frac {emergia\;entrante}{exergia\;uscente}}} o {\displaystyle Tr={\frac {E_{m}}{E_{x}}}}
Sostituendo la definizione matematica di emergia riportata in precedenza si ottiene:
{\displaystyle Tr={\frac {\int _{t=-\infty }^{t_{0}}P_{x}dt}{E_{x}}}}

### Empotenza
Il termine empotenza si riferisce all'andamento del flusso di emergia: "Il cambiamento durante il tempo dell'emergia è detto empotenza, in analogia alla variazione durante il tempo dell'energia, la potenza." (Scienceman, 1987, p. 262.). L'empotenza massima si riferisce di conseguenza al più intenso flusso di emergia osservato in un certo intervallo di tempo; considerata come un principio fisico, l'empotenza diventa un corollario del principio della potenza massima, rinominato quindi "Principio dell'empotenza massima":
(C.Giannantoni, 2000, § 13, p. 155)
Secondo H.T.Odum, J.L.Hau e B.R.Bakshi, "questo principio determina quali sistemi, siano essi ecologici o economici, possono sopravvivere nel tempo e perciò i loro possibili contributi per il futuro".

#### Definizione del principio della massima empotenza
(H.T. & E.C. Odum, 2000, p. 71)
(H.T.Odum, 2002, p. 60)
(M.T.Brown e S.Ulgiati, 2001, p. 109)

#### Problemi aperti
Come citato in precedenza, il principio della massima empotenza è generalmente considerato il quarto principio della termodinamica; in realtà, come molti studiosi hanno notato, affinché ciò accada esso deve soddisfare due requisiti fondamentali: innanzitutto deve essere uno strumento utile a fornire una misura quantitativa del fenomeno analizzato: nel caso di questo principio, significa che esso deve fornire una misura dell'empotenza; in secondo luogo deve esistere un certo numero di equazioni matematiche in grado di dimostrare la relazione, verificabile sperimentalmente, tra l'empotenza e le altre grandezze termodinamiche. In conclusione, benché il concetto di "empotenza massima" sia utilizzato nei modelli di sostenibilità economico-ecologica, resta aperta la discussione sulla sua classificazione come principio termodinamico, almeno fino a quando non verrà introdotto un "metro" per l'empotenza.

## Analisi dell'emergia
Il calcolo dell'emergia è un metodo globale di misura che riguarda il flusso di energia solare ricevuta, appunto, a livello globale; citando M.T.Brown e S.Ulgiati, l'analisi dell'emergia è "un metodo di calcolo che utilizza le basi termodinamiche di tutte le forme di energia e dei materiali, che converte poi nell'equivalente di un'unica fonte di energia, solitamente energia solare". L'analisi dell'emergia invece si riferisce a come quest'unica energia è distribuita. Il calcolo dell'emergia ha una serie di postulati:
1. Ogni settore dell'economia mondiale è in ultima analisi dipendente dalla disponibilità globale di energia.
2. Nessun settore dell'economia mondiale si può sovrapporre ad un altro per quanto riguarda le funzioni di ciascuno.
3. Settori non-umani (come i sistemi ecologici non-umani) devono essere inclusi nell'economia mondiale.

Il risultato di questi assunti è che, considerando tutti i settori nel loro insieme, si ottiene un'economia "completa", che include l'energia, l'emergia, i servizi e i flussi di denaro; questo metodo poggia principalmente sul principio della potenza massima, così come inteso da H.T.Odum. Da un certo punto di vista, l'uso di questo principio nell'analisi dell'economia globale implica il fatto che essa si possa muovere verso un'efficienza ottimale solo se la competizione non è frenata da differenze culturali, geografiche, di comunicazione o di legislazione.
Per valutare un qualsiasi sistema, viene innanzitutto costruito un diagramma che rappresenta tutti i flussi entranti ed uscenti da tale sistema e si ricava una tabella con i valori dei flussi di risorse, energia e lavoro. Si procede poi ad interpretare i risultati quantitativi: in alcuni casi, per esempio, si deve valutare una certa proposta di sviluppo, in altri si devono confrontare diverse alternative, in altri ancora si deve massimizzare il risultato economico.
Le considerazioni emergetiche sono allo stesso tempo sintetiche e analitiche: la sintesi prevede di combinare elementi in insiemi coerenti per la comprensione della totalità del sistema, mentre l'analisi consiste nella suddivisione del sistema per comprenderlo a partire dai suoi costituenti. Nell'analisi emergetica, spesso chiamata sintesi dell'emergia, dapprima si considera l'intero sistema, per poi concentrarsi sui flussi di energia, risorse ed informazioni che lo guidano. Valutando sistemi anche complessi, le grandezze antropiche di interesse sono integrate con quelle ambientali, per analizzare questioni di ordine sociale di gestione ambientale.

### Passo 1: il diagramma del sistema

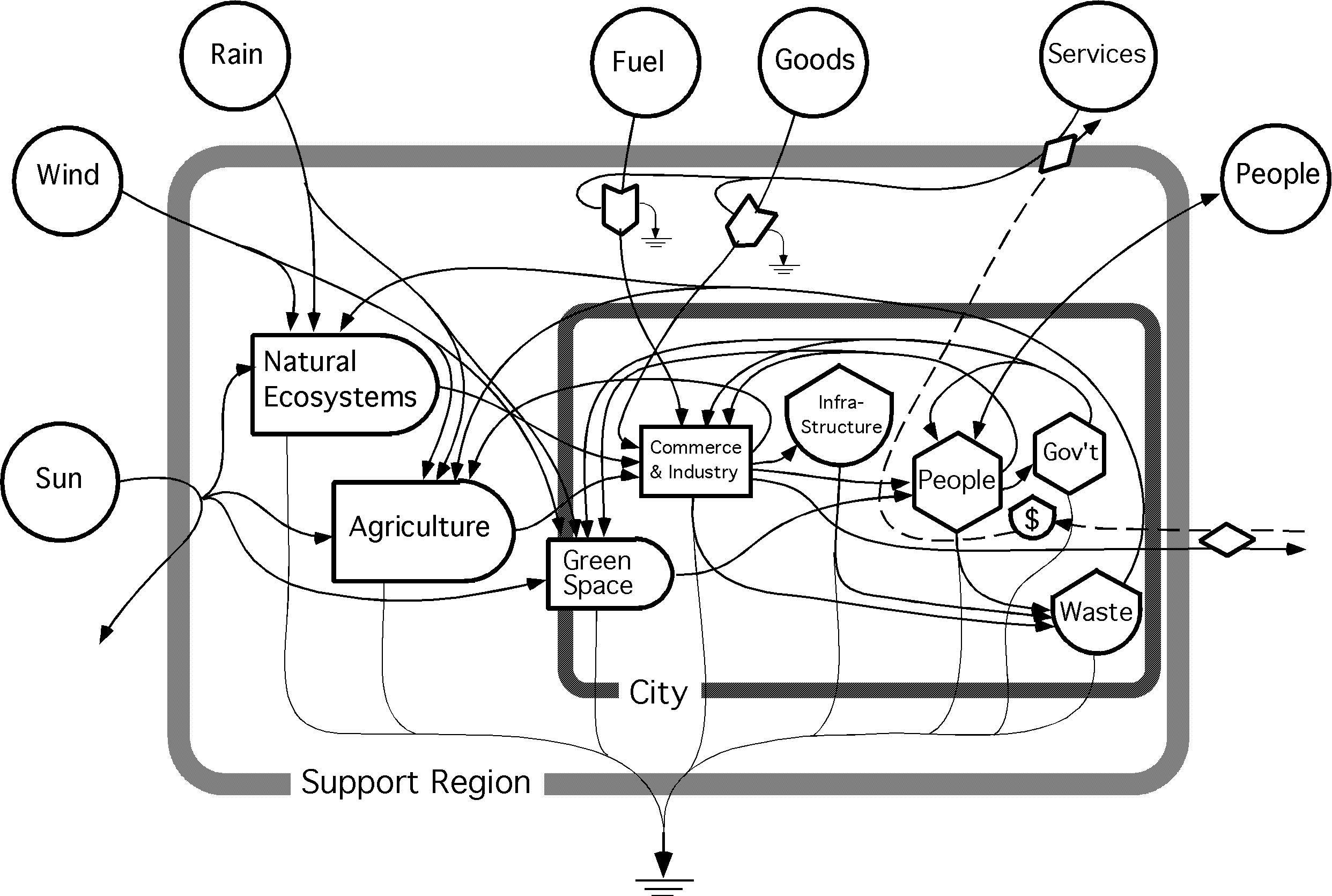
Diagramma energetico di una città e della regione circostante.

I diagrammi di sistema vengono utilizzati per evidenziare i flussi di energia che verranno poi stimati e sommati per ottenere il valore dell'emergia. Attraverso questi diagrammi si stila un inventario critico dei processi, delle sorgenti e dei flussi che guidano il sistema (attraverso una regione di controllo definita dalle condizioni al contorno) e che quindi è necessario valutare. La figura a fianco mostra un semplice diagramma di sistema di una città e della sua regione di supporto .

### Passo 2: la tabella di valutazione dell'emergia
Dal diagramma del sistema si costruisce una tabella (vedi un esempio sotto) dei flussi di risorse, lavoro ed energia. I valori dei flussi che attraversano la regione di controllo vengono convertiti in unità emergetiche, e quindi sommati per ottenere l'emergia totale che guida il sistema. Ciascun flusso di energia è riportato nella tabella come una voce distinta, ed è ovviamente seguito da note che mostrano le fonti dei dati e dei calcoli.
| Indice | Voce (nome)    | Dato (flusso/tempo) | Unità       | UEV (seJ/unità) | Emergia Solare (seJ/tempo)          |
| ------ | -------------- | ------------------- | ----------- | --------------- | ----------------------------------- |
| 1.     | Primo flusso   | xxx.x               | J/yr        | xxx.x           | Em1                                 |
| 2.     | Secondo flusso | xxx.x               | g/yr        | xxx.x           | Em2                                 |
| --     |                |                     |             |                 |                                     |
| n.     | n-esimo flusso | xxx.x               | J/yr        | xxx.x           | Emn                                 |
| O.     | Output         | xxx.x               | J/yr o g/yr | xxx.x           | {\displaystyle \sum _{n}^{1}Em_{i}} |

La colonna #1 è l'indice di ciascuna voce, a cui corrispondono le note esplicative a pié pagina.
La colonna #2 è il nome di ciascuna voce, come rappresentata nel diagramma del sistema.
La colonna #3 riporta i dati numerici, in Joule, grammi, dollari o altre unità.
La colonna #4 mostra l'unità di misura dei dati.
La colonna #5 è il valore della grandezza emergetica associata, espressa in emjoule per unità. Spesso si usa un UEV (vedi paragrafi precedenti) appropriato (sej/s; sej/g; sej/$).
La colonna #6 è l'emergia solare del flusso, calculata a partire dall'UEV.

### Passo 3: calcolo dei valori delle grandezze emergetiche
Dopo la scrittura della tabella, si calcola il valore emergetico del prodotto o del flusso in uscita (riga "O" nella tabella d'esempio), inizialmente in termini di energia o di massa. L'emergia in ingresso viene sommata e quindi divisa per le unità del prodotto, per trovare un valore emergetico unitario, utile per le successive valutazioni.

### Passo 4: Indicatori di performance

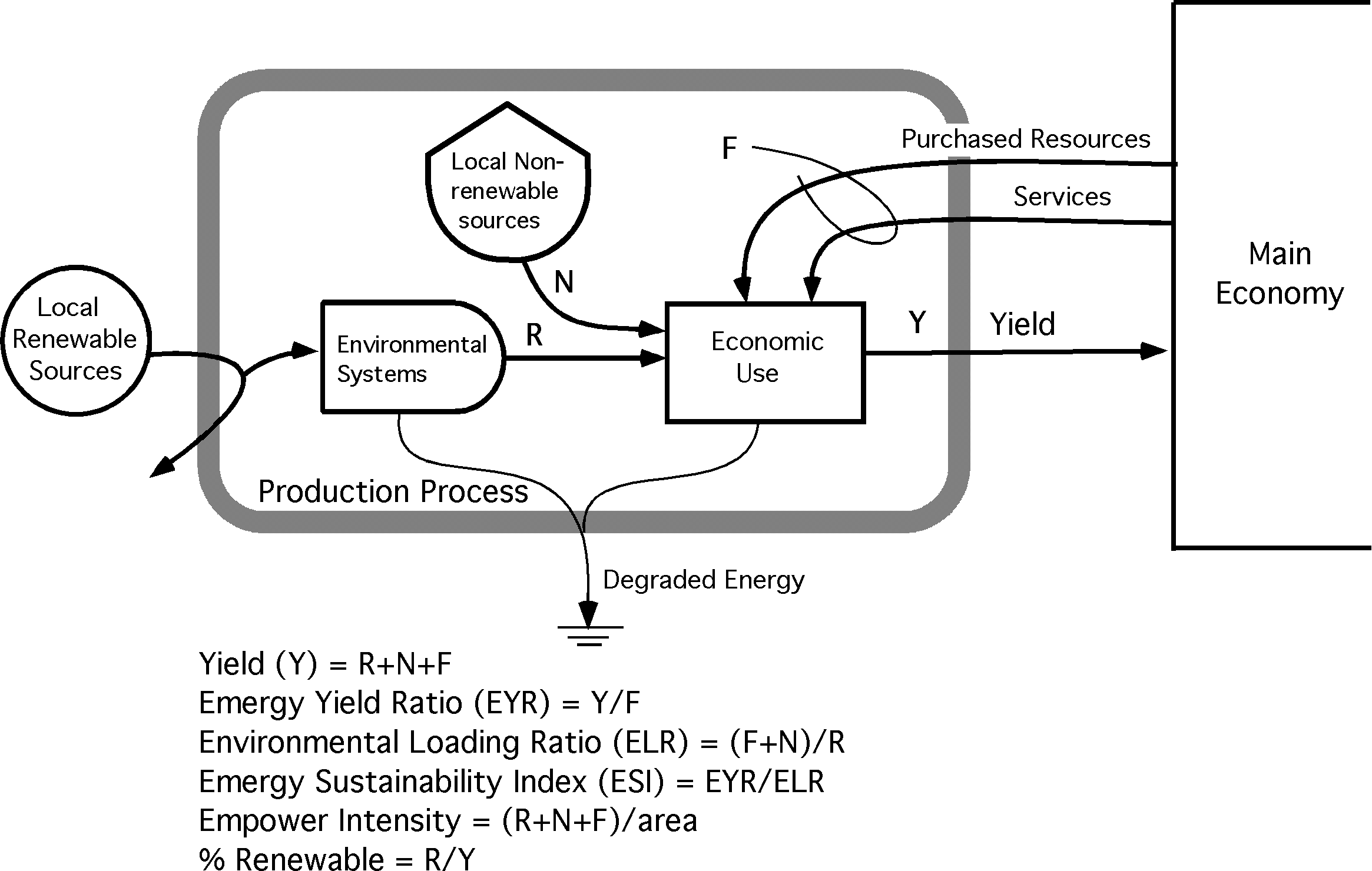
Diagramma che illustra i flussi considerati nel calcolo degli indicatori di performance.

Il diagramma a fianco mostra i contributi delle energie non rinnovabili (N), di quelle rinnovabili (R) e gli input economici come l'acquisto (F) di beni e servizi. Questi ultimi sono necessari affinché il processo abbia luogo, ed includono i servizi umani e le importazioni di energie non rinnovabili e materiali (combustibili, minerali, energia elettrica, macchinari, fertilizzanti, ecc.). Da queste grandezze si possono ricavare diversi rapporti, o Indicatori di Performance:
Emergy Yield Ratio (EYR)emergia totale prodotta per unità di emergia investita; misura quanto un investimento permette ad un processo di sfruttare le risorse locali al fine di contribuire all'economia.
Environmental Loading Ratio (ELR)rapporto tra l'utilizzo di emergia non rinnovabile ed importata e l'utilizzo di emergia rinnovabile. Si tratta di un indicatore dell'impronta che un processo di trasformazione ha sull'ambiente e può essere considerato una misura dello stress degli ecosistemi a causa di un'attività di produzione.
Emergy Sustainability Index (ESI)rapporto tra i due precedenti Indicatori; misura il contributo di una risorsa o di un processo per l'economia per unità di impronta ambientale.
Aerial Empower Intensityrapporto tra l'emergia totale utilizzata nell'economia di una regione o di un paese e la superficie totale di tale regione o paese. Le densità di emergia rinnovabile e non rinnovabile si calcolano separatamente, dividendo le emergie totali di questo tipo per la superficie considerata.
Vengono poi calcolati ulteriori grandezze, in relazione al tipo e alla scala del sistema in esame:
Percent Renewable Emergy (%Ren)rapporto tra l'emergia rinnovabile utilizzata e l'emergia totale impiegata. Nel lungo periodo, solo i processi con alto %Ren sono sostenibili.
Empricecorrisponde all'emergia che si riceve quando si acquista una merce. Si misura in sej/€.
Emergy Exchange Ratio (EER)rapporto tra le emergie scambiate in un generico rapporto commerciale, espresso sempre dal punto di vista di un solo partner. Misura il vantaggio relativo che si trae dallo scambio.
Emergy per capitarapporto tra l'emergia totale utilizzata nell'economia di una Nazione e la sua popolazione; può essere una misura del livello di vita medio in quello Stato.

## Controversie
Il concetto di emergia risulta tuttora controverso in seno a diverse comunità accademiche, come ad esempio l'ecologia, la termodinamica e l'economia. Una delle critiche mosse è che si vuole introdurre una teoria energetica del valore in sostituzione delle altre teorie del valore. I sostenitori dell'emergia ribattono che il loro proposito è fornire un valore "ecocentrico" da assegnare ai sistemi, ai processi e ai prodotti, in opposizione ai valori "antropocentrici"; non pretendono di sostituire i valori economici, ma di fornire ulteriori informazioni da un punto di vista diverso, per le quali la società potrebbe beneficiarne.
Mentre la qualità dell'energia è stata accettata dalla letteratura ed utilizzata in diversi studi, usando il primo principio della termodinamica, molti ricercatori si sono invece dimostrati riluttanti ad accettare le correzioni della qualità di diverse forme di energia: l'idea che una caloria di luce solare non sia equivalente ad una caloria di combustibile fossile o di elettricità per alcuni va valutata secondo criteri di secondo principio, assenti nella procedura emergetica. Altri hanno respinto il concetto in quanto poco pratico: dal loro punto di vista per esempio è impossibile calcolare la quantità di luce solare che è necessaria per produrre una certa quantità di petrolio; questo problema deriva dunque da una preoccupazione per le incertezze misurative coinvolte in tale quantificazione. Molti economisti hanno infine criticato la combinazione di punti di vista antropici ed ecologici, in quanto trascurano il valore di mercato determinato dalla disponibilità e dalla domanda.